# دوناتو ألفاريز
دوناتو ألفاريز (بالإسبانية: Donato Álvarez)‏ هو عسكري أرجنتيني، ولد في 1825 في Esquina, Corrientes ‏ في الأرجنتين، وتوفي في 23 سبتمبر 1913 في بوينس آيرس في الأرجنتين.